# Un uomo di rispetto
Uomo di rispetto è una miniserie televisiva italiana del 1993, diretto da Damiano Damiani.

## Trama
Palermo. Nino Bonivento, autista di un personaggio importante in ambienti mafiosi si trova nel bel mezzo di una guerra di mafia in cui viene ucciso il suo capo e altri suoi amici, e lui cerca di capire chi c'è dietro tutti questi delitti rischiando la sua vita stessa, pur di scoprire l'artefice di tutti questi morti; ci riuscirà alla fine provando a toccare l'intoccabile boss mafioso.